# Ленцвілл
Ленцвілл (англ. Lantzville) — окружний муніципалітет в Канаді, у провінції Британська Колумбія, у складі регіонального округу Нанаймо.

## Населення
За даними перепису 2016 року, окружний муніципалітет нараховував 3605 осіб, показавши зростання на 0,1%, порівняно з 2011-м роком. Середня густина населення становила 130,2 осіб/км².
З офіційних мов обидвома одночасно володіли 225 жителів, тільки англійською — 3 370, а 10 — жодною з них. Усього 250 осіб вважали рідною мовою не одну з офіційних, з них 5 — українську.
Працездатне населення становило 59% усього населення, рівень безробіття — 6,9% (7,2% серед чоловіків та 6,7% серед жінок). 76,7% осіб були найманими працівниками, а 22,2% — самозайнятими.
Середній дохід на особу становив $48 520 (медіана $38 080), при цьому для чоловіків — $58 311, а для жінок $38 547 (медіани — $46 182 та $30 997 відповідно).
31% мешканців мали закінчену шкільну освіту, не мали закінченої шкільної освіти — 13,2%, 55,7% мали післяшкільну освіту, з яких 38,7% мали диплом бакалавра, або вищий, 45 осіб мали вчений ступінь.
| Статево-вікова структура населення | Статево-вікова структура населення | Статево-вікова структура населення | Статево-вікова структура населення | Статево-вікова структура населення |
| ---------------------------------- | ---------------------------------- | ---------------------------------- | ---------------------------------- | ---------------------------------- |
|                                    |                                    |                                    |                                    |                                    |
| Всього                             | Всього                             | 50,8%49,2%                         |                                    |                                    |
| 0 — 14 років                       | 0 — 14 років                       |                                    | 14%                                | 14%                                |
| 15 — 64 років                      | 15 — 64 років                      |                                    | 62,8%                              | 62,8%                              |
| 65 і більше                        | 65 і більше                        |                                    | 23,2%                              | 23,2%                              |
| 85 і більше                        | 85 і більше                        |                                    | 2,2%                               | 2,2%                               |
| Середній вік (років)               | Середній вік (років)               | 45,746,6                           | 46,2                               | 46,2                               |
| Медіана (років)                    | Медіана (років)                    | 51,051,2                           | 51,1                               | 51,1                               |
| — чоловіки — жінки                 |                                    |                                    |                                    |                                    |

| Походження мешканців:     | Походження мешканців:     | Походження мешканців: | Походження мешканців: | Походження мешканців: |
| ------------------------- | ------------------------- | --------------------- | --------------------- | --------------------- |
| Походження                |                           |                       | осіб                  | %                     |
| Корінні американці        | Корінні американці        |                       | 220                   | 6.1%                  |
| Інше північноамериканське | Інше північноамериканське |                       | 1 010                 | 28.02%                |
| Європейське               | Європейське               |                       | 3 015                 | 83.63%                |
| британське                | британське                |                       | 2 285                 | 63.38%                |
| французьке                | французьке                |                       | 385                   | 10.68%                |
| українське                | українське                |                       | 140                   | 3.88%                 |
| Латинськоамериканське     | Латинськоамериканське     |                       | 35                    | 0.97%                 |
| Карибське                 | Карибське                 |                       | 30                    | 0.83%                 |
| Африканське               | Африканське               |                       | 40                    | 1.11%                 |
| Азійське                  | Азійське                  |                       | 210                   | 5.83%                 |
| Океанійське               | Океанійське               |                       | 45                    | 1.25%                 |

| Зайнятість населення за галузями (за класифікацією NOC): | Зайнятість населення за галузями (за класифікацією NOC): | Зайнятість населення за галузями (за класифікацією NOC): | Зайнятість населення за галузями (за класифікацією NOC): | Зайнятість населення за галузями (за класифікацією NOC): |
| -------------------------------------------------------- | -------------------------------------------------------- | -------------------------------------------------------- | -------------------------------------------------------- | -------------------------------------------------------- |
|                                                          |                                                          |                                                          |                                                          |                                                          |
| Управління                                               | Управління                                               |                                                          | 9,5%                                                     | 9,5%                                                     |
| Бізнес, фінанси та адміністрування                       | Бізнес, фінанси та адміністрування                       |                                                          | 13,4%                                                    | 13,4%                                                    |
| Природничі та прикладні науки                            | Природничі та прикладні науки                            |                                                          | 5,6%                                                     | 5,6%                                                     |
| Охорона здоров'я                                         | Охорона здоров'я                                         |                                                          | 7,8%                                                     | 7,8%                                                     |
| Освіта, правозахист, муніципальні та урядові служби      | Освіта, правозахист, муніципальні та урядові служби      |                                                          | 10,4%                                                    | 10,4%                                                    |
| Мистецтво, культура, відпочинок та спорт                 | Мистецтво, культура, відпочинок та спорт                 |                                                          | 4,2%                                                     | 4,2%                                                     |
| Роздрібна торгівля та послуги                            | Роздрібна торгівля та послуги                            |                                                          | 23%                                                      | 23%                                                      |
| Гуртова торгівля, транспорт та обладнання                | Гуртова торгівля, транспорт та обладнання                |                                                          | 19%                                                      | 19%                                                      |
| Природні ресурси, сільське господарство                  | Природні ресурси, сільське господарство                  |                                                          | 5,3%                                                     | 5,3%                                                     |
| Виробництво                                              | Виробництво                                              |                                                          | 2%                                                       | 2%                                                       |

## Клімат
Середня річна температура становить 9,4°C, середня максимальна – 20,2°C, а середня мінімальна – -2,3°C. Середня річна кількість опадів – 1 136 мм.
| Клімат поселення                              | Клімат поселення | Клімат поселення | Клімат поселення | Клімат поселення | Клімат поселення | Клімат поселення | Клімат поселення | Клімат поселення | Клімат поселення | Клімат поселення | Клімат поселення | Клімат поселення | Клімат поселення |
| Показник                                      | Січ.             | Лют.             | Бер.             | Квіт.            | Трав.            | Черв.            | Лип.             | Серп.            | Вер.             | Жовт.            | Лист.            | Груд.            |                  |
| Середній максимум, °C                         | 7,78             | 8,89             | 10,77            | 13,31            | 16,60            | 19,44            | 19,86            | 20,18            | 17,24            | 12,62            | 8,40             | 5,67             |                  |
| Середня температура, °C                       | 2,73             | 3,87             | 5,72             | 8,28             | 11,56            | 14,38            | 16,98            | 17,28            | 14,34            | 9,74             | 5,50             | 2,78             |                  |
| Середній мінімум, °C                          | −2,3             | −1,17            | 0,70             | 3,24             | 6,52             | 9,35             | 14,08            | 14,40            | 11,46            | 6,85             | 2,61             | −0,1             |                  |
| Норма опадів, мм                              | 182              | 119              | 112              | 66               | 49               | 44               | 25               | 35               | 38               | 105              | 180              | 181              |                  |
| Середньомісячна швидкість вітру, м/с          | 3.54             | 3.40             | 3.54             | 3.47             | 3.34             | 3.36             | 3.22             | 2.93             | 2.74             | 3.04             | 3.59             | 3.65             |                  |
| Середньомісячна сонячна радіація, кДж/м²·день | 2995             | 5828             | 9930             | 14898            | 18787            | 20031            | 21146            | 18065            | 13028            | 7053             | 3501             | 2355             |                  |
| --------------------------------------------- | ---------------- | ---------------- | ---------------- | ---------------- | ---------------- | ---------------- | ---------------- | ---------------- | ---------------- | ---------------- | ---------------- | ---------------- | ---------------- |
| Джерело:                                      |                  |                  |                  |                  |                  |                  |                  |                  |                  |                  |                  |                  |                  |